# Frauenbiburg

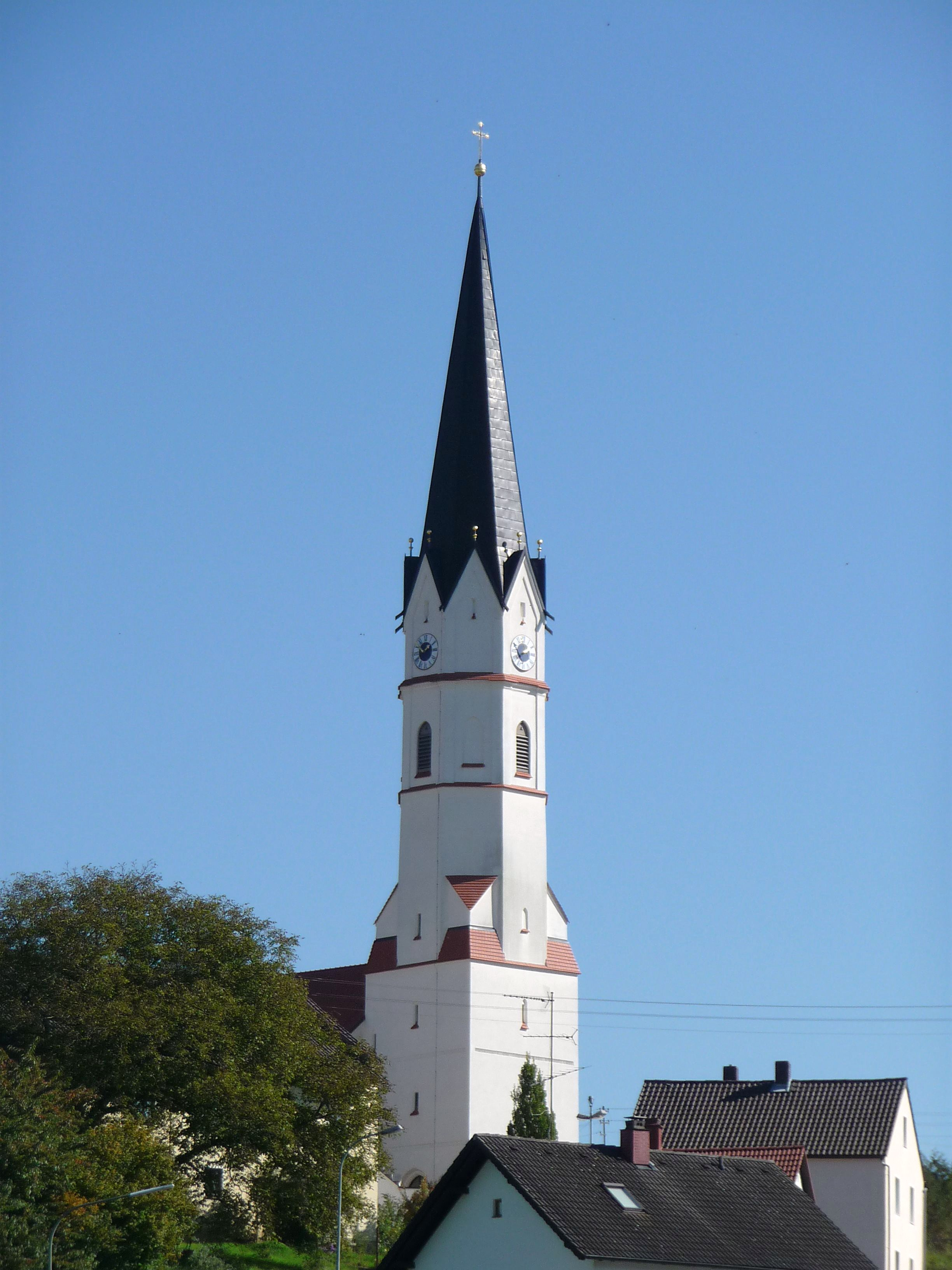
Die Expositurkirche Heilig Drei König

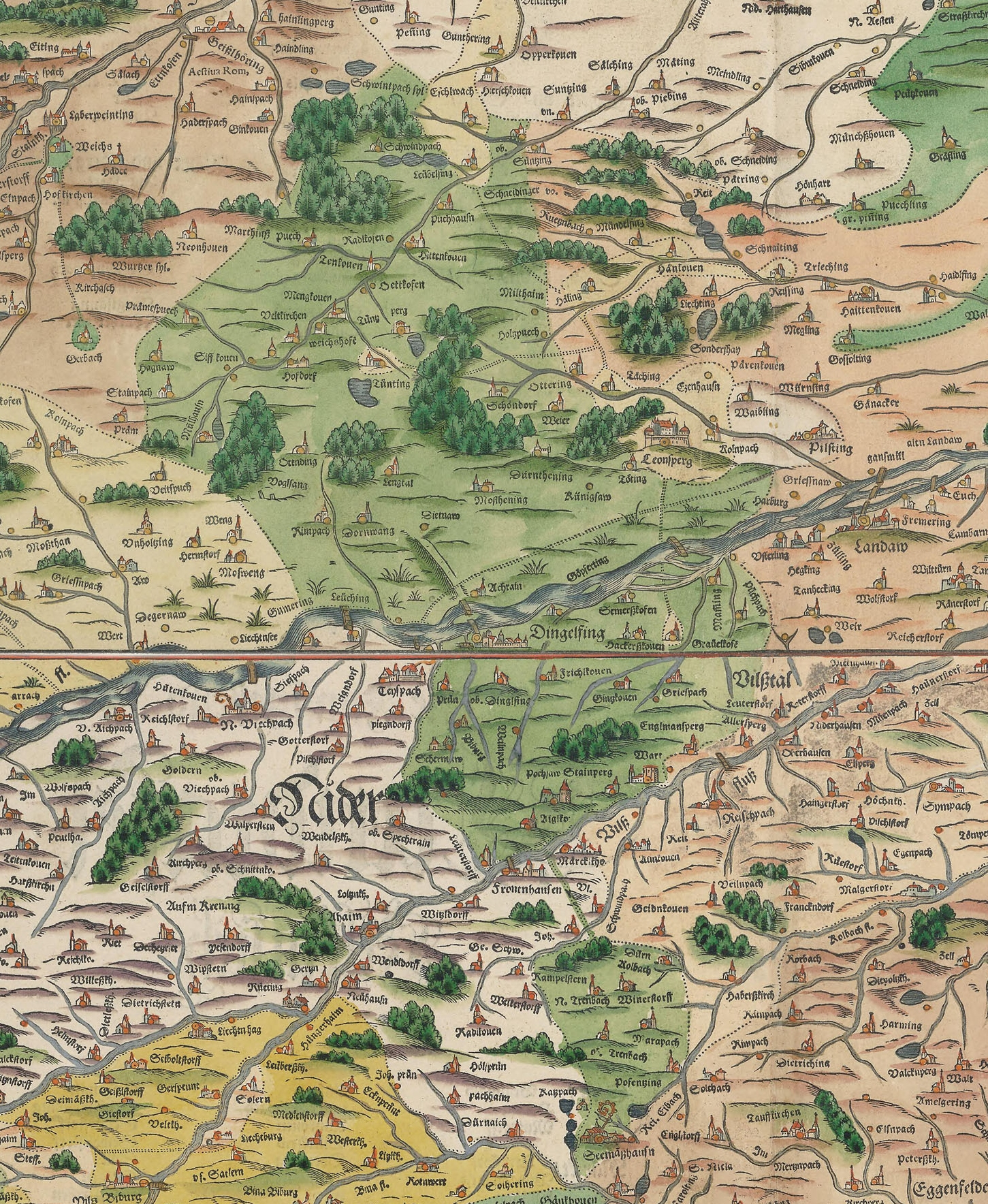
Biburg auf den Landtafeln von Philipp Apian 1568

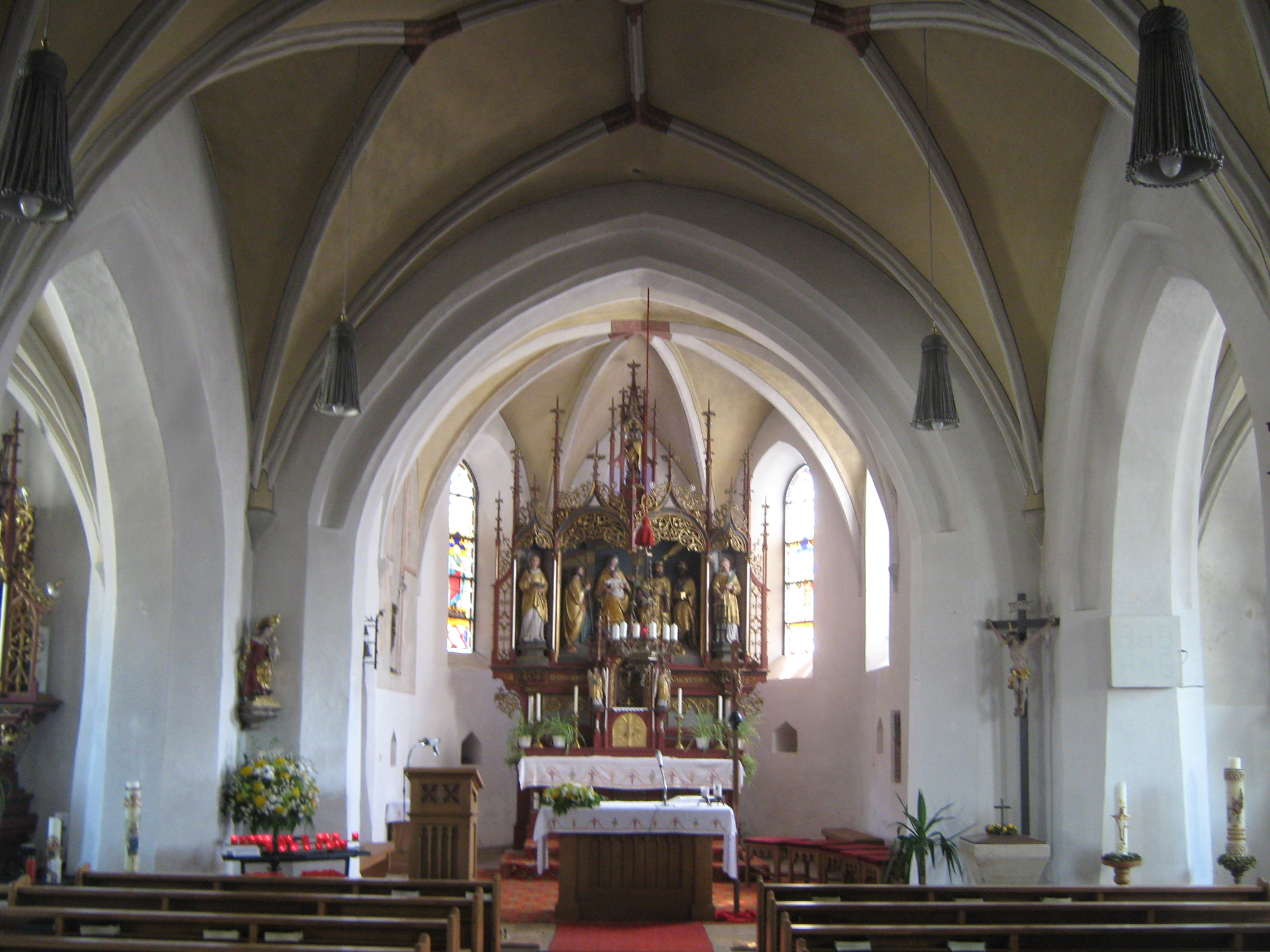
Innenansicht der Filialkirche

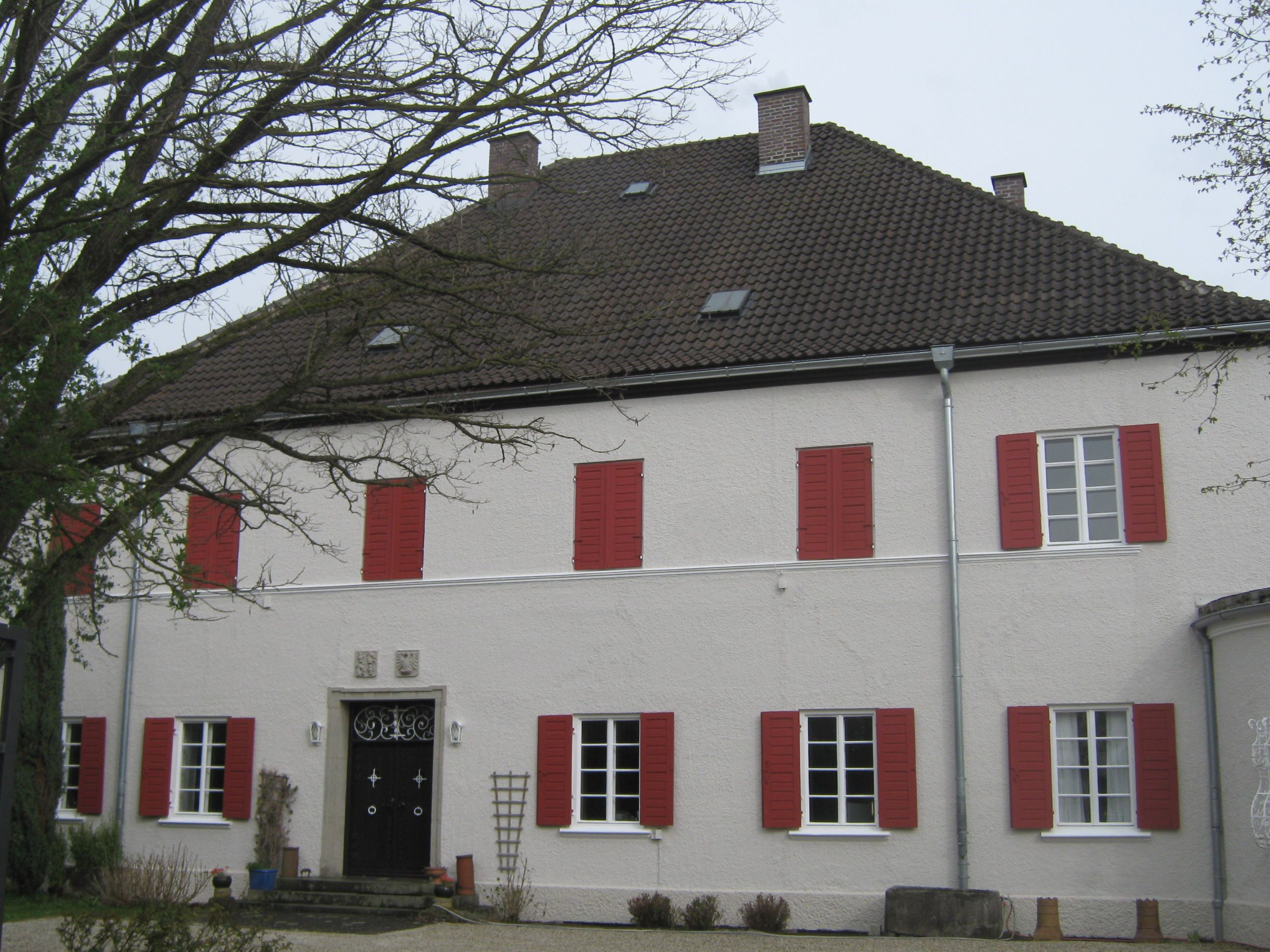
Schloss Schermau

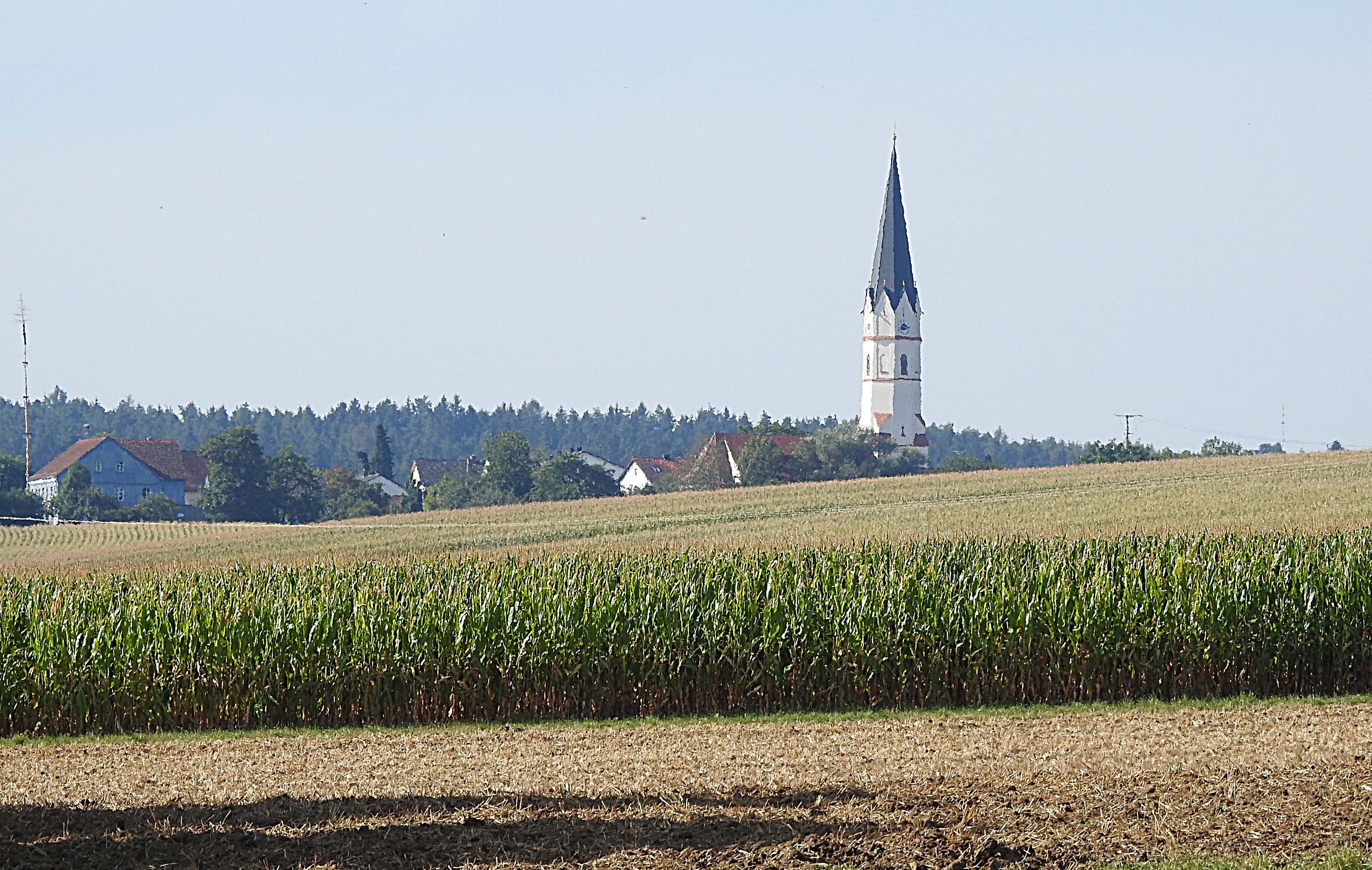
Frauenbiburg von Norden

Frauenbiburg ist ein Gemeindeteil der Kreisstadt Dingolfing im niederbayerischen Landkreis Dingolfing-Landau. Die frühere Gemeinde Frauenbiburg umfasste einschließlich des Hauptorts Frauenbiburg 27 Gemeindeteile, darunter sechs Dörfer, 12 Weiler und 9 Einöden.

## Geografie
Frauenbiburg liegt etwa zwei Kilometer südlich von Dingolfing in der Nähe der Staatsstraße 2111.
Die Fläche der ehemaligen Gemeinde betrug 23,0682 km² nach einer Statistik von 1925. Nach der aktuellen Flächenstatistik der Gemarkungen zum Stand 31. Dezember 2009 beträgt die Fläche 22,9025 km², davon entfallen 16,6934 km² auf die Stadt Dingolfing und 6,2091 km² auf die Gemeinde Marklkofen.
Das Gebiet der früheren Gemeinde Frauenbiburg hatte 1125 Einwohner zum Stichtag der Volkszählung, dem 25. Mai 1987. Neuere Zahlen sind nicht verfügbar, da die Fortschreibung der Bevölkerung in der amtlichen Statistik nur auf Gemeindeebene erfolgt.

## Geschichte
In der zweiten um 1180 datierten Traditionsnotiz von Kloster Raitenhaslach wird ein „Ulricus de Biwera“ als Zeuge erwähnt. Möglicherweise ist mit „Biwera“ Frauenbiburg gemeint. Mit Sicherheit auf Frauenbiburg bezieht sich eine Schenkungsurkunde des Jahres 1400 (oder 1406), worin Eglolf der Schermer eine ewige Messe zu „U[nser] L[ieben] Fr[auen] gein Pybürchk“ stiftete. 1486 war der Ortsname „Piburgk“, auf der Landtafel 15 des Philipp Apian von 1568 sowie auf der Kupferstichkopie von Peter Weiner von 1579 erschien „Biburg“, und erst 1657/58 wurde der Ort „Frauenbiburg“ genannt zur Unterscheidung von Binabiburg und Vilsbiburg.
Die Ortschaft Frauenbiburg, die eng mit Schermau verbunden war, zählte im Urkataster von 1812 nur vier Anwesen. Das 1818 in Schermau eingerichtete Patrimonialgericht II. Klasse wurde 1848 aufgelöst. Wohl aus einem vormaligen Schulgebäude wurde das Gemeindehaus der 1818 gebildeten Gemeinde Frauenbiburg umgebaut.
Die Gemeinde Frauenbiburg wurde 1818 im Wesentlichen aus den Gebieten von vier der sechs früheren Obmannschaften des Stadtamtes Dingolfing innerhalb des Landgerichts Dingolfing gebildet, erhielt zunächst den Namen Brunn und wurde 1823 in Frauenbiburg umbenannt: Brunn und Mietzing im Norden, Neuhausen und Straßwimm im Süden (nicht beteiligt waren die weiter südöstlich gelegenen Obmannschaften Englmannsberg und Altersberg). Zur Obmannschaft Brunn gehörten die Ortschaften Asenhof (s. unten), Brunn, Einöd und Oberdingolfing. Zur Obmannschaft Mietzing gehörten die Ortschaften Frauenbiburg, Mietzing, Ober-/Unterbubach und Ober-/Unterholzhausen. Zur Obmannschaft Neuhausen gehörten Achatzstall, Gschaid, Hub, Kay, Neuhausen, Pflanzenöd und Senetsberg, und zur Obmannschaft Straßwimm die Orte Ernsthof, Grietzen, Grub, Heimlichschönau, Straßwimm, Wildenschönau und Klosbach. Allein Klosbach wurde nicht Teil der neuen Gemeinde, sondern kam zu Poxau, das heute zur Gemeinde Marklkofen gehört.
Schermau war ab dem 14. Jahrhundert eine Hofmark der namensgebenden Schermer und ab 1486 ein Lehen des Klosters Niederaltaich. Zur Hofmark gehörten noch weitere Ortschaften und Anwesen wie beispielsweise Edt (Oed?). Bei der Gemeindebildung 1818 wurde Schermau zunächst eine selbständige Landgemeinde und wurde am 21. November 1827 in die Nachbargemeinde Frauenbiburg eingemeindet.
Die nördlichen Gemeindeteile, nämlich Frauenbiburg, Brunn (mit Ödhäusl), Einöd, Kaltenberg, Mietzing, Oberbubach, Oberdingolfing, Oberholzhausen, Öd, Schermau, Unterbubach, Unterholzhausen und Weinpreß kamen im Zuge der Gebietsreform am 1. Januar 1972 zur Stadt Dingolfing.
Die südlichen Gemeindeteile, nämlich Achatzstall, Ernsthof, Fellerhof, Grietzen, Grub, Gschaid, Heimlichschönau, Hub, Kay, Neuhausen, Pflanzenöd, Senetsberg, Straßwimm und Wildenschönau wurden in die Gemeinde Marklkofen eingegliedert.
Damit kamen von den damals (Stand Volkszählung 1970) 925 Einwohnern der Gemeinde Frauenbiburg 775 zu Dingolfing und nur 150 Einwohner in sechs Weilern und acht Einöden zu Marklkofen. Auf Wunsch der Bevölkerung wurden die nahe der Gemeindegrenze liegenden Weiler Achatzstall (13 Einwohner) und Neuhausen (18 Einwohner) von Marklkofen am 1. Juli 1979 nach Dingolfing umgegliedert. Dabei vergrößerte sich das Stadtgebiet von 4250 auf 4405 Hektar. Die Umgliederungsfläche betrug somit 155 Hektar. Diese beiden Gemeindeteile sind nicht wie das übrige Stadtgebiet unter der Telefonvorwahl 08731 zu erreichen, sondern unter 08732, wie etwa Frontenhausen und Marklkofen.
Die Gemarkung Frauenbiburg mit der bayerischen Gemarkungsnummer 6152, die in ihrer Ausdehnung mit einer Fläche von 22,9095 km² der früheren Gemeinde entspricht, ist zwischen der Stadt Dingolfing (Gemarkungsteil 0 mit einer Fläche von 16,6934 km²) und der Gemeinde Marklkofen (Gemarkungsteil 1 mit einer Fläche von 6,2091 km²) aufgeteilt.
2007 wurde ein Leitbild zur Dorferneuerung Frauenbiburg und Schermau beschlossen. Im Rahmen der Dorferneuerung wurde unter anderem ein zentraler Dorfplatz geschaffen.

## Gemeindeteile
| Gemeinde   | Nr. | Gemeindeteil    | Typ                | Bev. 1970 | Bev. 1987 | Bev. 2010 |
| ---------- | --- | --------------- | ------------------ | --------- | --------- | --------- |
| Dingolfing | 002 | Achatzstall 1)  | Weiler             | 13        | 13        | 13        |
| Dingolfing | 003 | Brunn 2)        | Kirchdorf          | 78        | 90        | 62        |
| Dingolfing | 004 | Einöd           | Einöde             | 9         | 9         | 6         |
| Dingolfing | 005 | Frauenbiburg    | Kirchdorf          | 165       | 251       | 179       |
| Dingolfing | 008 | Kaltenberg      | Weiler             | 18        | 19        | 15        |
| Dingolfing | 009 | Mietzing        | Weiler             | 31        | 36        | 28        |
| Dingolfing | 010 | Neuhausen 1)    | Weiler             | 18        | 14        | 9         |
| Dingolfing | 011 | Oberbubach      | Dorf               | 75        | 106       | 109       |
| Dingolfing | 013 | Oberdingolfing  | Kirchdorf          | 51        | 50        | 57        |
| Dingolfing | 014 | Oberholzhausen  | Weiler             | 33        | 32        | 32        |
| Dingolfing | 015 | Oed             | Dorf               | 56        | 82        | 88        |
| Dingolfing | 016 | Schermau        | Dorf               | 208       | 249       | 436       |
| Dingolfing | 020 | Unterbubach     | Weiler             | 23        | 22        | 22        |
| Dingolfing | 021 | Unterholzhausen | Weiler             | 17        | 14        | 14        |
| Dingolfing | 022 | Weinpreß        | Einöde→Weiler      | 11        | 15        | 6         |
| Marklkofen | 011 | Ernsthof        | Einöde             | 5         | 4         |           |
| Marklkofen | 013 | Fellerhof       | Einöde             | 7         | 8         |           |
| Marklkofen | 017 | Grietzen        | Weiler             | 26        | 31        |           |
| Marklkofen | 018 | Grub            | Einöde             | 6         | 5         |           |
| Marklkofen | 020 | Gschaid         | Weiler             | 23        | 30        |           |
| Marklkofen | 023 | Heimlichschönau | Einöde             | 3         | 7         |           |
| Marklkofen | 025 | Hub             | Weiler             | 14        | 9         |           |
| Marklkofen | 027 | Kay             | Weiler             | 11        | 5         |           |
| Marklkofen | 034 | Pflanzenöd      | Einöde             | 4         | 6         |           |
| Marklkofen | 041 | Senetsberg      | Einöde             | 5         | 2         |           |
| Marklkofen | 045 | Straßwimm       | Einöde             | 5         | 5         |           |
| Marklkofen | 050 | Wildenschönau   | Einöde             | 10        | 9         |           |
|            |     | Frauenbiburg 3) | ehemalige Gemeinde | 925       | 1123      |           |

| Farbe | Farbe | Erläuterung                                                 |
|       |       | am 1. Januar 1972 in die Stadt Dingolfing eingemeindet      |
|       |       | am 1. Januar 1972 in die Gemeinde Marklkofen eingemeindet   |
|       |       | am 1. Juli 1979 von Marklkofen nach Dingolfing umgegliedert |
|       |       | heute zur Stadt Dingolfing gehörig                          |
|       |       | heute zur Gemeinde Marklkofen gehörig                       |

1) am 1. Juli 1979 von Marklkofen nach Dingolfing umgegliedert

2) einschließlich Ödhäusl

3) einschließlich Asenhäusl. Das Asenhäusl ist in einem Ortsverzeichnis von 1857 als Einöde der Gemeinde Frauenbiburg nachgewiesen. Nach einer historischen Karte zu urteilen befand sich dieser Ortsteil jedoch im Stadtgebiet von Dingolfing zwischen Spiegelbrunn und Waldesruh. Andererseits gehörte vor der Gemeindebildung ein Asenhof zur Obmannschaft Brunn, eine der vier Obmannschaften, aus deren Gebieten und Ortschaften die Gemeinde Frauenbiburg 1818 im Wesentlichen gebildet wurde. Nach der statistischen Übersicht von Joseph von Hazzi über das Herzogthum Baiern von 1808 war dies die Einöde Aesen (1 Gebäude, 1 Herstelle), von der berichtet wurde: Allda eine vor ältern Zeiten auch och ein Bauernhof, so aber dermal zertrümmert und kein Gebäude mehr vorhanden.

## Bevölkerungsentwicklung
Die Bevölkerungsentwicklung der früheren Gemeinde Frauenbiburg ist in der nachstehenden Aufstellung wiedergegeben:
| 1840 | 1852 | 1855 | 1861 | 1867 | 1871 | 1875 | 1880 | 1885 | 1890 | 1895 | 1900 | 1905 | 1910 | 1919 | 1925 | 1933 | 1939 | 1946 | 1950 | 1952 | 1961 | 1970 | 1987 | 2011 |
| ---- | ---- | ---- | ---- | ---- | ---- | ---- | ---- | ---- | ---- | ---- | ---- | ---- | ---- | ---- | ---- | ---- | ---- | ---- | ---- | ---- | ---- | ---- | ---- | ---- |
| 601  | 623  | 634  | 626  | 704  | 679  | 708  | 746  | 793  | 774  | 794  | 762  | 793  | 836  | 878  | 838  | 796  | 742  | 1033 | 987  | 930  | 887  | 925  | 1123 | 1222 |

## Baudenkmäler
- Expositurkirche Hl. Drei König. Die frühgotische Anlage des 14. Jahrhunderts wurde im 15. Jahrhundert umgestaltet und um zwei Seitenschiffe erweitert. Im Kircheninneren befindet sich ein Sternrippengewölbe, im Dachgeschoss sind gotische Wandmalereien um 1430 erhalten, die das Jüngste Gericht darstellen. Der Westturm von 1522 erhielt 1768/69 einen neuen Oberbau. Nach einem Blitzschlag am 14. Juli 1786 wurde der größtenteils ausgebrannte Turm bis 1877 in neugotischem Stil wieder aufgebaut. 1885 wurde die Kirche innen neu ausgestattet. An der Süd- und Westseite der Friedhofsmauer befinden sich eingemauerte Grabmonumente des 19. Jahrhunderts.
- Schloss Schermau Das zweigeschossige Gebäude mit Walmdach hat einen rechteckigen Grundriss mit Maßen von 23 mal 16 Metern, sowie vier runden, eingeschossigen Ecktürmchen. Es wurde im 18. Jahrhundert anstelle eines früheren Hofmarkschlosses erstellt. Heute ist das Schloss in Privatbesitz.

## Bildung und Erziehung
- Kath. Kindergarten St. Maria, 1995 eingeweiht

## Vereine
- Bauernverband Frauenbiburg
- Bergfreunde Frauenbiburg
- Glöckerlverein Frauenbiburg/Schermau
- Heimatbühne Frauenbiburg
- Kirchenchor Frauenbiburg
- SPD Ortsverein Frauenbiburg
- FC Bayern-Fanclub Frauenbiburg
- Freiwillige Feuerwehr Frauenbiburg
- Katholischer Frauenbund, Frauenbiburg
- Krieger- und Soldatenkameradschaft Frauenbiburg
- Landfrauen Frauenbiburg
- KLJB Frauenbiburg
- Obst- und Gartenbauverein Frauenbiburg
- TSV 1860 Fan-Club Frauenbiburg
- SV Frauenbiburg (Sportplatz im Ortsteil Oberbubach)
- SSC-Stockschützenclub Frauenbiburg e. V.
- VdK-Ortsverband Frauenbiburg